# Георгиос Сейменис
Георгиос Сейменис (на гръцки: Γεώργιος Σεϊμένης) е гръцки революционер, деец на Гръцката въоръжена пропаганда в Македония от началото на XX век.

## Биография
Георгиос Сейменис е роден през 1881 година в Анополи на остров Крит. Брат му Йоанис Сейменис е убит при опит за бягство от Битолския затвор на 27 март 1906 година. Присъединява се към гръцката въоръжена пропаганда като капитан от втори ред. На 13 юни 1903 година преминава гръцко-турската граница и навлиза в Македония с подготвената от Георгиос Цондос чета, в която са и другите критяни Георгиос Перос, Ламбринос Вранас, Георгиос Диконимос, Евтимиос Каудис, Георгиос Зуридис, Георгиос Стратинакис, Евстратиос Бонатос, Манусос Катунатос и Николаос Лукакис. Според Димитрис Литоксу Георгиос Сейменис на 21 юли се среща в Лехово с Васил Чекаларов и Иван Попов, отделя се от андартската чета и подпомага четите на ВМОРО в Илинденско-Преображенското въстание. Умира при нападението на Клисура на 23 юли 1903 година. Според Германос Каравангелис и други дейци на гръцката пропаганда Георгиос Сейменис се разболява в Лехово и там е убит от Васил Чекаларов. В личния дневник на Васил Чекаларов от този период отсъства каквато и да е информация за Георгиос Сейменис.